# Vireo flavifrons
Vireo flavifrons là một loài chim trong họ Vireonidae.